# Otto Stählin
Otto Stählin (Nuova Ulma, 22 gennaio 1868 – Erlangen, 14 giugno 1949) è stato un filologo classico tedesco.

## Biografia
Otto Stählin proveniva da un'antica famiglia di pastori e studiosi. Figlio del pastore protestante e missionario indiano Wilhelm Stählin (1831-1886) e di sua moglie Sophie Hauser. I nonni paterni Ida Brack (1796-1885)  e il pastore Martin Stählin (1781-1855) ebbero quattordici figli, tra i quali Adolf von Stählin (1823-1897), imo presidente concistoro della Chiesa evangelica luterana in Baviera, e Therese Stählin (1839-1928), superiora della Diakonissenanstalt Neuendettelsau,  l'associazione indipendente delle diaconesse fondata da Wilhelm Löhe nel 1854. Il teologo luterano e vescovo Wilhelm Stählin (1883-1975) era l'altro fratello di Otto.
Otto Stählin imparò precocemente a leggere dai nonni materni e all'età di nove anni frequentava già la scuola di latino propedeutica al ginnasio. Superato il biennio a Oettingen, poté iscriversi al Ginnasio di sant'Anna, fondato nel XVI secolo ad Augusta. Nel 1885 si diplomò e si iscrisse a Erlangen. Le precarie condizioni di salute lo obbligarono a abbandonare temporaneamente gli studi del semestre invernale. Ripresi gli studi di teologia e di filologia classica nell'estate del 1886, fu iniziato nello CStV Uttenruthia, la fraternità studentesca affiliata all'organizzazione paramassonica dello Schwarzburgbund.
Allievo di August Luchs e Ivan von Müller, prolungò il soggiorno a Monaco e nell'anno accademico 1887/1888 risultò il più giovane studente e il più brillante studente fra i trentanove che superarono l'esame di Stato. Quando fece ritorno a Erlangen, i suoi maestri lo dissuasero dall'intento di dedicarsi alla teologia, fatto che il 2 dicembre 1889 gli permise di conseguire il dottorato con la dissertazione scientifica dal titolo Observationes criticae in Clementem Alexandrinum. Nell'agosto 1890 completò gli studi in teologia.
Nel quadriennio successivo il servizio militare gli diede l'opportunità di viaggiare in Italia, Grecia e Asia Minore. Trascorse un certo tempo ala Biblioteca Nazionale di Parigi e in varie biblioteche italiane per esaminare i manoscritti greci delle opere di Clemente.  Nel 1894 fu nominato docente in una scuola secondaria e Adolf Harnack gli commissionò di pubblicare gli scritti di san Clemente alessandrino. Nel 1902 fu trasferito al Maximiliansgymnasium di Monaco la cui prossimità alla Bayerische Staatsbibliothek lo agevolò nel completamento dei primi due volumi dell'opera, dati alle stampe nel 1905 e nel 1906.
Nell'autunno del 1908 fu nominato ordinario di filologia classica e pedagogia all'Università di Würzburg. Nel 1909 consegnò il terzo volume della serie monografica su Clemente alessandrino. Nel gennaio 1913 accettò la cattedra di filologia classica e di pedagogia a Erlangen.
Allo scoppio della prima guerra mondiale, Stählin si arruolò come volontario e ricoprì il ruolo di tenente e poi di capitano  di stanza a Kösching e Sennelager. i suoi servizi furono premiati con la Croce di Ferro di 2ª classe. Il 23 ottobre 1914 fu uno dei 3.000 docenti universitari che sottoscrissero la Erklärung der Hochschullehrer des Deutschen Reiches (Dichiarazione degli insegnanti delle hochschule del Reich tedesco), un documento di stampo nazionalista promosso da Ulrich von Wilamowitz-Moellendorff a favore delmilitarismo prussiano. Nell'autunno del 1916 fu trasferito a Erlangen in modo tale da poter conciliare gli impegni didattici con quelli militari fino alla fine della conflitto.
Nell'anno accademico 1921/1922 fu il rettore dell'ateneo, e, tre anni più tardi, l'organizzatore e presidente della 55ª conferenza della . Versammlung deutscher Philologen und Schulmänner, l'associazione dei filologi e dei professori di scuola secondaria tedeschi.

Si dedicò al supporto attivo dello Jugendbewegung, il movimento giovanile studentesco, fino a quando Harnack lo esortò a completare l'edizione delle opere di Clemente. Il 1º aprile 1935 accantonò tutti gli impegni per dedicarsi completamente al lavoro editoriale. Cinque anni dopo fu eletto membro effettivo dell'Accademia Bavarese delle Scienze. Sebbene fosse già emerito nel 1935, continuò a essere qualificato come professore ordinario fino alla morte.
Col generoso finanziamento del produttore di lino Oskar Mey (1867-1942), per tutti gli anni Trenta Stählin organizzò le gite scolastiche in Grecia per i professori e gli studenti delle scuole superiori tedesche. Nel 1932 il professore di ginnasio e filologo Viktor Gebhard descrisse uno di questi viaggi che toccarono Cartagine, Siracusa, Malta e Leptis Magna, quindi in Grecia a Nauplia, passando da Epidauro, Tirinto, Micene, Atene e Delfi. Il viaggio coinvolse più di 375 partecipanti per due settimane, l 29 marzo al 15 aprile 1932.
La morte prematura del figlio nel 1944 e l'aterosclerosi compromisero la vitalità di Stählin, che nel giugno 1949, dopo dodici mesi particolarmente difficoltosi, fu portato in ospedale per un aneurisma e morì di polmonite.

## Vita privata
Il 4 aprile 1899 Otto sposò  Anna Seiler, nipote di Heinrich von Ranke, con la quale ebbe tre figli e due figlie: Gustav (1900-1985), professore di teologia; Adolf (1901-1992), professore del collegio agrario;, Johannes (1913-1944), avvocato morto nell'agosto 1944 nel nord della Francia; Sophie (* 1903), medico; e Agnes (1919-1987), filologa classica.

## Premi e onorificenze
- 1927: dottorato onorario in teologia assegnato dalla Facoltà di Teologia dell'Università di Erlangen conferì a Stählin un nel 1927, e in occasione
- 4 novembre 1943: nomina a membro onorario del senato accademico, in occasione del bicentenario dell'Università di Erlangen.[16]

## Opere
- come curatore: Clemens Alexandrinus.:
  - vol. 1: Protrepticus und Paedagogus. Hinrichs, Lipsia, 1905 (copia digitalizzata).
  - vol. 2: Stromata, Buch I–VI (= Die griechischen christlichen Schriftsteller der ersten drei Jahrhunderte, vol 15)., Hinrichs, Lipsia, 1906 (ZDB 504606-3).
  - vol 3: Stromata, Buch VII–VIII. Excerpta ex Theodoto. Eclogae propheticae. Quis dives salvetur. Fragmente, Hinrichs, Lipsia, 1909 (copia digitalizzata).
  - vol. 4: Register, Hinrichs, Lipsia, 1936 (copia digitalizzata).
- Welcher Reiche wird gerettet werden? / Klemens von Alexandrien. Dt. Übers. von Otto Stählin. Kösel, München 1983, ISBN 3-466-25031-5.
- Die deutsche Jugendbewegung. Ihre Geschichte, ihr Wesen, ihre Formen, A. Deichert, Lipsia/Erlangen, 1922.
- Die hellenistisch-jüdische Literatur, C. H. Beck, Monaco, 1921.
- Die altchristliche griechische Literatur, C. H. Beck, Monaco, 1924.